# سیگار کشیدن در دوران بارداری

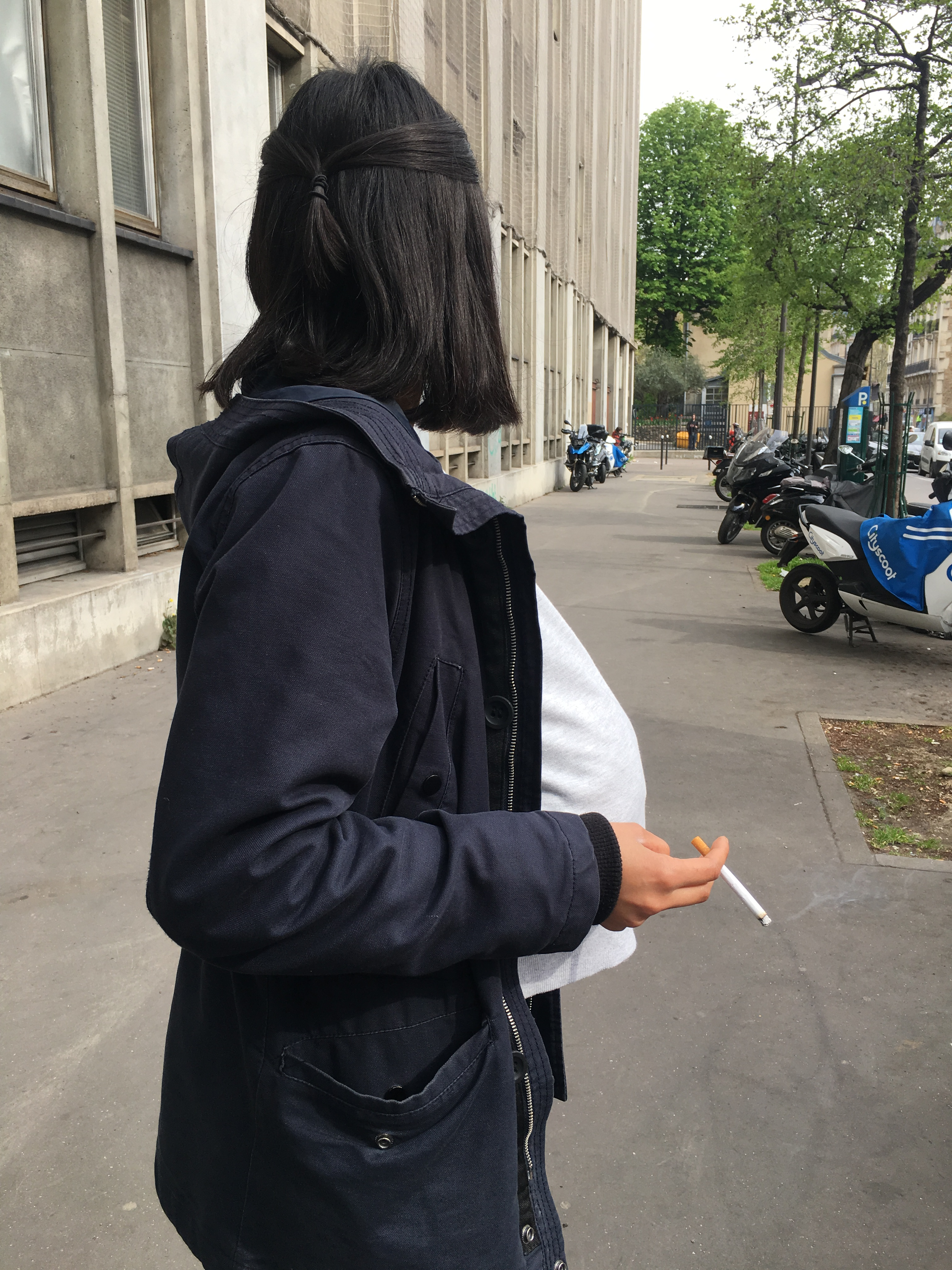
تصویر زن باردار در حال سیگار کشیدن در فرانسه، آوریل ۲۰۱۹‏

استعمال دخانیات در دوران بارداری علاوه بر اثرات کلی تنباکو بر سلامتی، اثرات مضر زیادی بر سلامت و تولید مثل دارد، تعدادی از مطالعات نشان داده‌اند که مصرف دخانیات عامل مهمی در سقط جنین در میان سیگاری‌های باردار است و به تعدادی دیگر از تهدیدات برای سلامت جنین کمک می‌کند.
به دلیل خطرات مرتبط به افراد توصیه می‌شود قبل، در طول یا بعد از بارداری سیگار نکشند، با این حال اگر این امکان‌پذیر نباشد، کاهش تعداد سیگارهای مصرفی روزانه می‌تواند خطرات را برای مادر و کودک به حداقل برساند، این امر به ویژه برای مردم کشورهای در حال توسعه صادق است، جایی که شیردهی برای وضعیت کلی تغذیه کودک ضروری است.

## سیگار کشیدن قبل از بارداری
به زنانی که باردار هستند یا قصد باردار شدن دارند توصیه می‌شود سیگار را ترک کنند بررسی این اثرات مهم است زیرا سیگار کشیدن قبل، در طول و بعد از بارداری یک رفتار غیرعادی در میان جمعیت عمومی نیست و در نتیجه می‌تواند اثرات مخربی بر سلامتی، به ویژه در مادر و کودک داشته باشد. در سال ۲۰۱۱، تقریباً ۱۰٪ از زنان باردار در داده‌های جمع‌آوری شده از ۲۴ ایالت ایالات متحده، سیگار کشیدن در سه ماه آخر بارداری خود را گزارش کردند.
بر اساس یک فراتحلیل در سال ۱۹۹۹ که در مجله آمریکایی طب پیشگیری منتشر شد، سیگار کشیدن قبل از بارداری به شدت با افزایش خطر ابتلا به حاملگی خارج رحمی مرتبط است.

## سیگار کشیدن در دوران بارداری

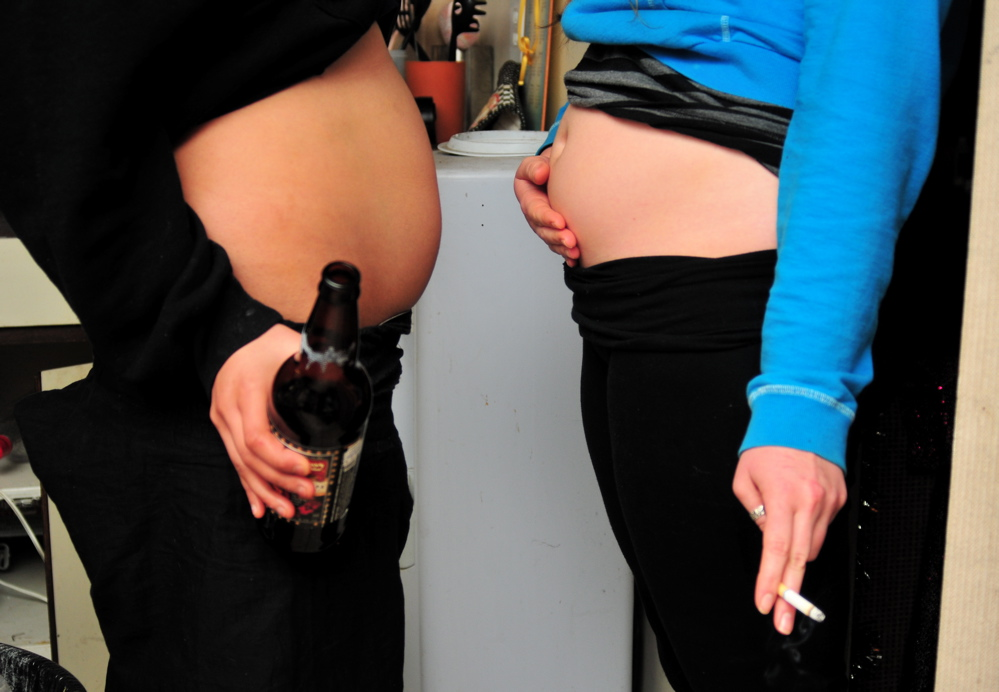
سیگار کشیدن و نوشیدن الکل در دوران بارداری

طبق مطالعه ای که در سال ۲۰۰۸ توسط سیستم نظارت بر ارزیابی خطر بارداری (PRAMS) انجام شد و با افراد در ۲۶ ایالت در ایالات متحده مصاحبه کرد، تقریباً ۱۳٪ از زنان در سه ماه آخر بارداری سیگار کشیدن را گزارش کردند، از بین زنانی که در سه ماه آخر بارداری سیگار می‌کشیدند، ۵۲ درصد گزارش کردند که پنج یا کمتر سیگار در روز می‌کشیدند، ۲۷ درصد گزارش کردند که ۶ تا ۱۰ نخ سیگار در روز می‌کشیدند و ۲۱ درصد گزارش کردند که ۱۱ نخ یا بیشتر در روز می‌کشیدند.
در ایالات متحده، زنانی که حاملگی‌شان ناخواسته بوده است، ۳۰ درصد بیشتر از زنانی که قصد بارداری داشتند، در دوران بارداری سیگار می‌کشند تأثیر بر بارداری مداوم، استعمال دخانیات در دوران بارداری می‌تواند منجر به خطرات فراوانی برای سلامتی و آسیب به مادر و جنین شود.
زنانی که در دوران بارداری سیگار می‌کشند حدود دو برابر بیشتر احتمال دارد که عوارض بارداری زیر را تجربه کنند
پارگی زودرس غشاها، به این معنی که کیسه آمنیوتیک زودتر از موعد پاره می‌شود و قبل از رشد کامل جنین باعث زایمان می‌شود، اگرچه این عارضه عموماً پیش آگهی خوبی دارد (در کشورهای غربی)، اما باعث ایجاد استرس می‌شود زیرا ممکن است کودک نارس مجبور شود برای به دست آوردن سلامتی و قدرت در بیمارستان بماند تا بتواند به تنهایی زندگی خود را حفظ کند، جدا شدن جفت که در آن جفت زودرس از محل اتصال جدا می‌شود جنین ممکن است در پریشانی قرار گیرد و حتی بمیرد مادر ممکن است خون از دست بدهد و ممکن است خونریزی داشته باشد. او ممکن است نیاز به تزریق خون داشته باشد، جفت سرراهی جایی که در جفت در پایین‌ترین قسمت رحم رشد می‌کند و تمام یا بخشی از دهانه رحم را می‌پوشاند، جفت سرراهی ممکن است در کشورهای بدون مراقبت‌های بهداشتی رایگان برای بیمار استرس اقتصادی ایجاد کند، زیرا نیاز به سزارین دارد که به دوره نقاهت طولانی تری در بیمارستان نیاز دارد. همچنین ممکن است عوارضی مانند خونریزی مادر وجود داشته باشد، بر اساس یک فراتحلیل در سال ۱۹۹۹ که در مجله آمریکایی طب پیشگیری منتشر شد، سیگار کشیدن در دوران بارداری با کاهش خطر ابتلا به پره اکلامپسی مرتبط است.
زایمان زودرس، برخی از مطالعات نشان می‌دهد که احتمال زایمان زودرس برای زنانی که در دوران بارداری سیگار می‌کشند تقریباً ۵۰ درصد بیشتر است و از حدود ۸ درصد به ۱۱ درصد می‌رسد.

#### پیامدها برایبند ناف
سیگار همچنین می‌تواند رشد کلی جفت را مختل کند، که مشکل ساز است زیرا جریان خون را به جنین کاهش می‌دهد. هنگامی که جفت به‌طور کامل رشد نمی‌کند، بند ناف که اکسیژن و مواد مغذی را از خون مادر به جفت منتقل می‌کند، نمی‌تواند اکسیژن و مواد مغذی کافی را به جنین منتقل کند، و جنین قادر به رشد و تکامل کامل نخواهد بود. این شرایط می‌تواند منجر به خونریزی شدید در هنگام زایمان شود که می‌تواند مادر و نوزاد را به خطر بیندازد، اگرچه زایمان سزارین می‌تواند از بیشتر مرگ و میرها جلوگیری کند.

#### فشار خون بالا ناشی از بارداری
شواهد محدودی وجود دارد مبنی بر اینکه سیگار باعث کاهش بروز پرفشاری خون ناشی از بارداری می‌شود، اما نه زمانی که حاملگی با چند نوزاد است (یعنی تأثیری بر دوقلوها، سه قلوها و غیره ندارد).

#### اختلالات تیک
سایر اثرات سیگار کشیدن مادر در دوران بارداری شامل افزایش خطر ابتلا به سندرم تورت و اختلالات تیک است، بین اختلالات تیک مزمن که شامل سندرم تورت و سایر اختلالات مانند ADHD و OCD است، ارتباط وجود دارد. بر اساس مطالعه ای که در سال ۲۰۱۶ در مجله آکادمی روان‌پزشکی کودکان و نوجوانان آمریکا منتشر شد، اگر مادرشان سیگاری شدید باشد، خطر تولد کودکان با اختلال تیک مزمن بسیار زیاد است، سیگار کشیدن شدید را می‌توان به عنوان ده نخ یا بیشتر در روز تعریف کرد، با این سیگار کشیدن شدید، محققان دریافته اند که خطر ابتلا به اختلال تیک مزمن در کودک تا ۶۶ درصد افزایش می‌یابد سیگار کشیدن مادر در دوران بارداری با اختلالات روان‌پزشکی مانند ADHD نیز مرتبط است. با توجه به افزایش خطر ابتلا به سندرم تورت، زمانی که دو یا چند اختلال روان‌پزشکی نیز وجود داشته باشد، خطر افزایش می‌یابد، زیرا سیگار کشیدن مادر منجر به افزایش احتمال ابتلا به اختلال روان‌پزشکی می‌شود.

#### شکاف کام

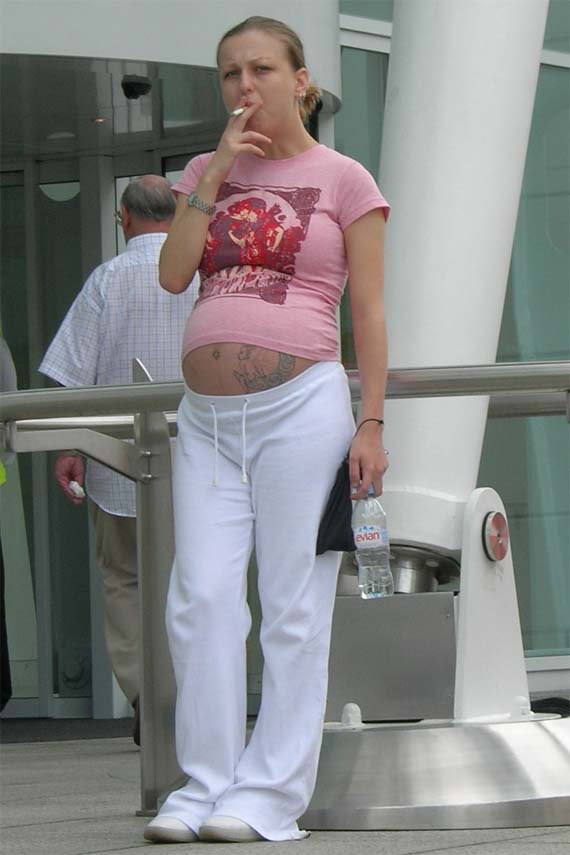
یک زن باردار درحال کشیدن سیگار بیرون از بیمارستان در لندن، سپتامبر ۲۰۰۵

زنان باردار سیگاری ممکن است در معرض خطر داشتن فرزندی با شکاف کام باشند.

#### وزن کم هنگام تولد
سیگار کشیدن در دوران بارداری می‌تواند منجر به کاهش وزن هنگام تولد و همچنین بدشکلی در جنین شود سیگار کشیدن خطر تولد نوزادان کم وزن را تقریباً دو برابر می‌کند. در سال ۲۰۰۴، ۱۱٫۹ درصد از نوزادان متولد شده از سیگاری‌ها وزن کم هنگام تولد داشتند در حالی که تنها ۷٫۲ درصد از نوزادان غیرسیگاری متولد شده بودند. به‌طور خاص، نوزادان متولد شده از سیگاری‌ها به‌طور متوسط ۲۰۰ گرم کمتر از نوزادان متولد شده از افرادی که سیگار نمی‌کشند، وزن دارند.
نیکوتین موجود در دود سیگار رگ‌های خونی جفت را منقبض می‌کند و کربن مونوکسید که سمی است وارد جریان خون جنین می‌شود و جایگزین برخی از مولکول‌های اکسیژن با ارزش حمل شده توسط هموگلوبین در گلبول قرمز می‌شود، علاوه بر این چون جنین نمی‌تواند دود را بیرون بکشد، باید منتظر بماند تا جفت آن را پاک کند. این اثرات به دلیل این واقعیت است که به‌طور متوسط، نوزادانی که از مادران سیگاری متولد می‌شوند، معمولاً خیلی زود به دنیا می‌آیند و وزن هنگام تولد کمی دارند (کمتر از ۲٫۵ کیلوگرم یا ۵٫۵ پوند)، که احتمال بیماری یا مرگ نوزاد را افزایش می‌دهد.
نوزادان نارس و کم وزن با خطر افزایش مشکلات سلامتی روبرو هستند زیرا نوزادان دارای ناتوانی‌های مزمن مادام العمر مانند فلج مغزی (مجموعه ای از شرایط حرکتی که باعث ناتوانی‌های جسمی می‌شوند)، ناتوانی‌های ذهنی و مشکلات یادگیری هستند.
اگر در سه‌ماهه اول (مرحله اندام زایی) سیگار می‌کشید دوره ای که اندام‌ها و سیستم کودک در حال رشد تحت تأثیر قرار می‌گیرد ۵۰ تا ۸۰ درصد احتمال وجود نقص مادرزادی در فرزند متولد نشده شما وجود دارد

#### سندرم مرگ ناگهانی نوزاد
سندرم مرگ ناگهانی نوزاد (SIDS) مرگ ناگهانی یک نوزاد است که با تاریخچه نوزاد قابل توضیح نیست، مرگ نیز پس از کالبدگشایی غیرقابل توضیح است، نوزادانی که هم در دوران بارداری و هم بعد از تولد در معرض دود قرار می‌گیرند، به دلیل افزایش سطح نیکوتین که اغلب در موارد SIDS یافت می‌شود، بیشتر در معرض خطر SIDS هستند، نوزادانی که در دوران بارداری در معرض دود قرار می‌گیرند، سه برابر بیشتر از کودکانی که از مادران غیر سیگاری متولد می‌شوند، در معرض خطر مرگ ناشی از SIDS هستند.

#### سایر نقایص مادرزادی
نقایص مادرزادی مرتبط با سیگار کشیدن در دوران بارداری
| نقص                    | نسبت شانس |
| ---------------------- | --------- |
| نقایص قلبی عروقی/ قلبی | ۱٫۰۹      |
| نقص اسکلتی عضلانی      | ۱٫۱۶      |
| نقص کاهش اندام         | ۱٫۲۶      |
| اعداد گمشده / اضافی    | ۱٫۱۸      |
| پاچنبری                | ۱٫۲۸      |
| کرانیوسینوستوز         | ۱٫۳۳      |
| نقص‌های صورت            | ۱٫۱۹      |
| نقص چشم                | ۱٫۲۵      |
| شکاف‌های دهان و صورت    | ۱٫۲۸      |
| نقایص گوارشی           | ۱٫۲۷      |
| گاستروشیزیس            | ۱٫۵۰      |
| آترزی مقعد             | ۱٫۲۰      |
| فتق                    | ۱٫۴۰      |
| بیضه‌های نزول نکرده     | ۱٫۱۳      |
| هیپوسپادیاس            | ۰٫۹۰      |
| نقص‌های پوستی           | ۰٫۸۲      |

سیگار کشیدن همچنین می‌تواند باعث سایر نقایص مادرزادی، کاهش دور سر، تغییر رشد ساقه مغز، تغییر ساختار شش و فلج مغزی شود، اخیراً توالت عمومی ایالات متحده گزارش داده است که اگر تمام زنان باردار در ایالات متحده سیگار را ترک کنند، تخمین زده می‌شود که ۱۱٪ کاهش در مرده‌زایی و ۵٪ کاهش در مرگ‌ومیر نوزادان وجود داشته باشد.

#### چاقی آینده
یک مطالعه اخیر پیشنهاد کرده است که سیگار کشیدن مادر در دوران بارداری می‌تواند منجر به چاقی نوجوانی در آینده شود، در حالی که تفاوت معنی داری بین نوجوانان جوان با مادران سیگاری در مقایسه با نوجوانان جوان با مادران غیرسیگاری یافت نشد، نوجوانان مسن تر با مادران سیگاری به‌طور متوسط ۲۶ درصد چربی بدن و ۳۳ درصد چربی شکم بیشتری نسبت به نوجوانان سالمند مشابه با مادران غیر سیگاری داشتند، این افزایش چربی بدن ممکن است ناشی از اثرات سیگار کشیدن در دوران بارداری باشد، که تصور می‌شود بر برنامه‌ریزی ژنتیکی جنین در رابطه با چاقی تأثیر می‌گذارد. در حالی که سازوکار دقیق این تفاوت در حال حاضر ناشناخته است، مطالعات انجام شده بر روی جانوران نشان داده است که نیکوتین ممکن است بر عملکردهای مغزی که با تکانه‌های خوردن و متابولیسم انرژی سر و کار دارند تأثیر بگذارد، به نظر می‌رسد این تفاوت‌ها تأثیر قابل توجهی بر حفظ وزن سالم و نرمال دارند، در نتیجه این تغییر در عملکرد مغز، چاقی نوجوانان به نوبه خود می‌تواند منجر به انواع مشکلات سلامتی از جمله دیابت (شرایطی که در آن سطح گلوکز خون فرد مبتلا بسیار بالا است و بدن قادر به تنظیم آن نیست)، فشار خون بالا (فشار خون بالا) و بیماری‌های قلبی عروقی (هر بیماری مربوط به قلب، اما معمولاً به دلیل ضخیم شدن بیش از حد چربی‌ها) منجر شود.

#### ترک سیگار در دوران بارداری
بر اساس مطالعه‌ای که در سال ۲۰۱۰ در مجله اروپایی اطفال منتشر شد، ترک سیگار توسط مادر در هر مقطعی از بارداری خطر پیامدهای منفی بارداری را در مقایسه با سیگار کشیدن در کل ۹ ماه بارداری کاهش می‌دهد، به خصوص اگر در سه‌ماهه اول انجام شود، این مطالعه نشان داد که مادران بارداری که در هر زمانی در طول سه‌ماهه اول سیگار می‌کشند، خطر ابتلای فرزندشان به نقایص مادرزادی، به ویژه نقص مادرزادی قلب را نسبت به مادرانی که هرگز سیگار نکشیده‌اند، افزایش می‌دهند، این مطالعه نشان داد که خطری که برای فرزند مادر باردار ایجاد می‌شود، هم با مقدار سیگار مصرفی و هم با مدت زمانی که در دوران بارداری مادر به سیگار کشیدن ادامه می‌دهد، افزایش می‌یابد، این طبق این مطالعه نتایج مثبت تری را برای زنانی که سیگار را برای باقیمانده بارداری خود ترک می‌کنند، نسبت به زنانی که به سیگار کشیدن ادامه می‌دهند، نشان می‌دهد.
منابع زیادی برای کمک به زنان باردار برای ترک سیگار وجود دارد، مانند مشاوره و درمان دارویی برای افراد سیگاری غیر باردار، کمکی که اغلب برای ترک سیگار توصیه می‌شود، استفاده از درمان جایگزین نیکوتین (NRT) به شکل چسب‌ها، آدامس‌ها، استنشاق‌ها، قرص‌ها، اسپری‌ها یا قرص‌های زیرزبانی است. با این حال، NRT نیکوتین را در رحم به فرزند مادر باردار می‌رساند، برای برخی از افراد سیگاری باردار، NRT هنوز هم ممکن است مفیدترین و مفیدترین راه حل برای ترک سیگار باشد، تحقیقات در بریتانیا همچنین نشان داده است که سیگار الکترونیکی می‌توانند موثرتر از چسب‌های نیکوتین باشند و به همین دلیل می‌توانند منجر به نتایج بهتر بارداری شوند، مهم است که افراد سیگاری با پزشک صحبت کنند تا بهترین اقدام را به صورت فردی تعیین کنند.

#### سیگار کشیدن بعد از بارداری

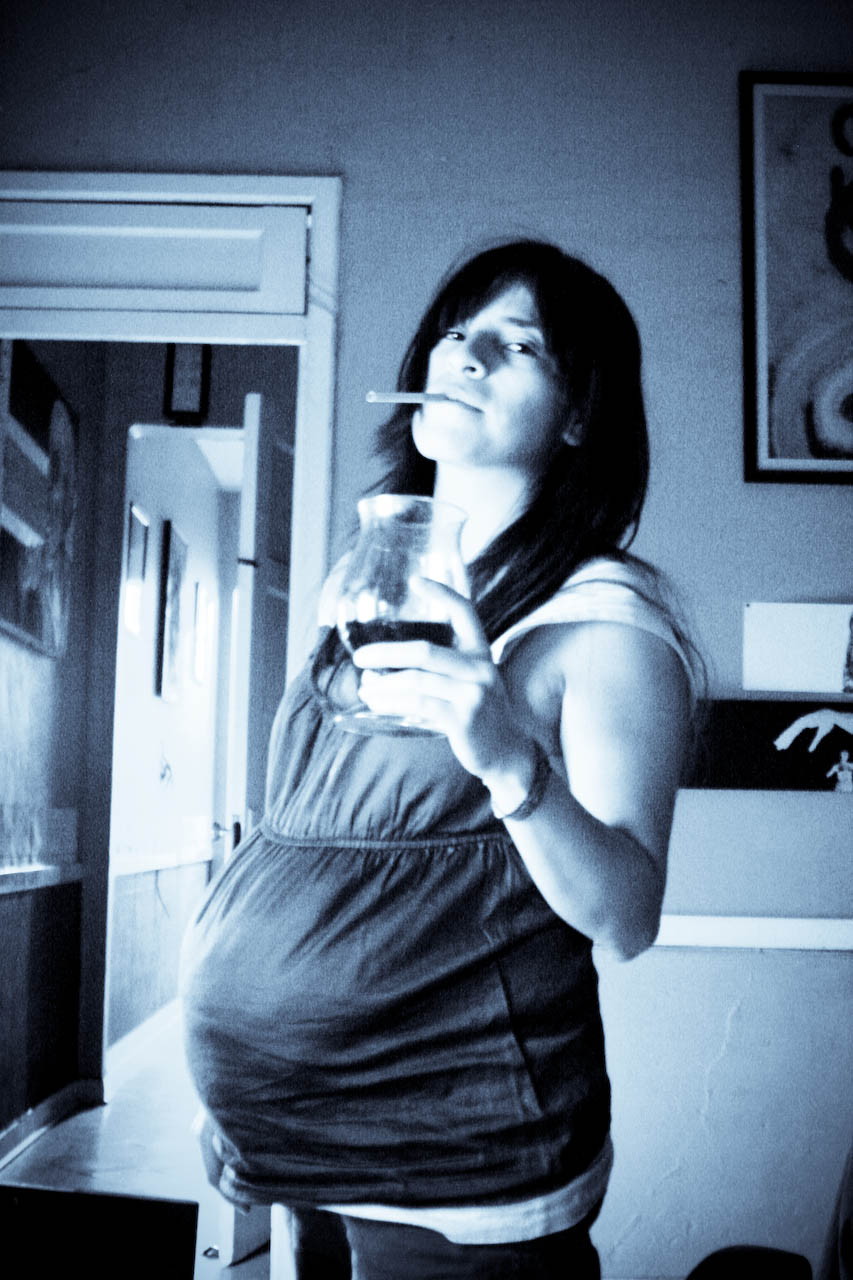
یک زن درحال استعمال سیگار با نوشیدنی الکلی در دست، اوت ۲۰۰۸

نوزادانی که هم در دوران بارداری و هم بعد از تولد در معرض دود قرار می‌گیرند، بیشتر در معرض خطر ابتلا به سندرم مرگ ناگهانی نوزاد (SIDS) هستند.

#### شیردهی
سیگار کشیدن و شیردهی با این حال، اگر فردی پس از زایمان به سیگار کشیدن ادامه دهد، شیر دادن با شیر مادر مفیدتر از اجتناب کامل از این عمل است. شواهدی وجود دارد که نشان می‌دهد تغذیه با شیر مادر در برابر بسیاری از بیماری عفونی، به ویژه اسهال، محافظت می‌کند. حتی در نوزادانی که در معرض اثرات مضر نیکوتین از طریق شیر مادر قرار دارند، احتمال ابتلا به بیماری حاد تنفسی در مقایسه با نوزادانی که مادرانشان سیگار می‌کشیدند اما با شیر خشک تغذیه می‌شدند، به‌طور قابل توجهی کاهش می‌یابد. صرف نظر از این، مزایای تغذیه با شیر مادر بر خطرات قرار گرفتن در معرض نیکوتین بیشتر است.

#### سیگار کشیدن غیرفعال
خطر سیگار کشیدن غیرفعال برای کودکان سیگار کشیدن غیرفعال با خطرات زیادی برای کودکان مرتبط است، از جمله، سندرم مرگ ناگهانی نوزاد (SIDS), آسم، عفونت‌های ریه، اختلال در عملکرد تنفسی C و اختلالات تنفسی، مشکلات یادگیری و اثرات عصبی رفتاری،افزایش پوسیدگی دندان، و افزایش خطر عفونت گوش میانی.

#### اثر چند نسلی
اثرات اپی ژنتیکی سیگار مادربزرگی که در دوران بارداری دخترش سیگار می‌کشد، حتی اگر مادر نسل دوم سیگار نکشد، خطر ابتلا به آسم را به نوه‌هایش افزایش می‌دهد، اثر اپی ژنتیکی چند نسلی نیکوتین بر عملکرد ریه قبلاً نشان داده شده است.